# Biografielijst Ll

## Llc
- LL Cool J (1968), Amerikaans rapper

## Lle
- René Llense (1913-2014), Frans voetballer
- Alberto Lleras Camargo (1906-1990), Colombiaans politicus en diplomaat, 28e president van Colombia
- Haxhi Lleshi (1913-1998), Albanees politicus
- Desmond Llewelyn (1914-1999), Brits acteur

## Llo
- Michaël Llodra (1980), Frans tennisser
- Fernando Llorente (1985), Spaans voetballer
- Cher Lloyd (1993), Brits zangeres en rapper
- Christopher Lloyd (1938), Amerikaans acteur
- Colin Lloyd (1973), Brits darter
- Daniel Lloyd (1992), Brits autocoureur
- David Lloyd (1938-2006), Nieuw-Zeelands plantkundige
- Ella Lloyd (2005), Welsh autocoureur
- Harold Lloyd (1893-1971), Amerikaans acteur
- Hywel Lloyd (1985), Welsh autocoureur
- Jeremy Lloyd (1930-2014), Brits acteur en scriptschrijver
- John Bedford Lloyd (1956), Amerikaans acteur
- Kathleen Lloyd (1948), Amerikaans actrice
- Matthew Lloyd (1983), Australisch wielrenner
- Norman Lloyd (1914-2021), Amerikaans acteur
- Norman Lloyd (1909-1980), Amerikaans componist
- Sabrina Lloyd (1970), Amerikaans actrice
- Shereefa Lloyd (1982), Jamaicaans atlete
- David Lloyd George (1863-1945), Brits politicus en premier
- Andrew Lloyd Webber (1948), Brits componist
- Julian Lloyd Webber (1951), Brits cellist

## Lly
- Llywelyn ap Gruffydd (ca.1240-1282), prins van Wales